# Волков, Олег Васильевич (хоккеист)
Оле́г Васи́льевич Во́лков (род. 20 января 1981 года, Горький, Горьковская область, РСФСР, СССР) — российский  хоккеист.

## Биография
Родился 20 января 1981 года в Горьком. Воспитанник местной хоккейной школы, практически всю игровую карьеру выступал в составе «Торпедо» и его фарм-клубе «Торпедо-2». За исключением периодов, когда «Торпедо» выступало в Суперлиге чемпионата России (2000—2002 и 2003—2004 годы), представлял клубы Высшей лиги чемпионата России, а после 2010 года — Высшей хоккейной лиги.
Часть сезона 2003/2004 выступал в составе кирово-чепецкой «Олимпии», большую часть сезона 2004/2005 — в составе ХК «Саров». В сезоне 2007/2008 представлял клубы «Кристалл» Саратов и «Ариада-Акпарс» Волжск. Пропустив следующий сезон, в 2009 году вернулся в ХК «Саров», закончил карьеру в сезоне 2012/2013 в ХК «Рязань».